# 正運寺 (津市)

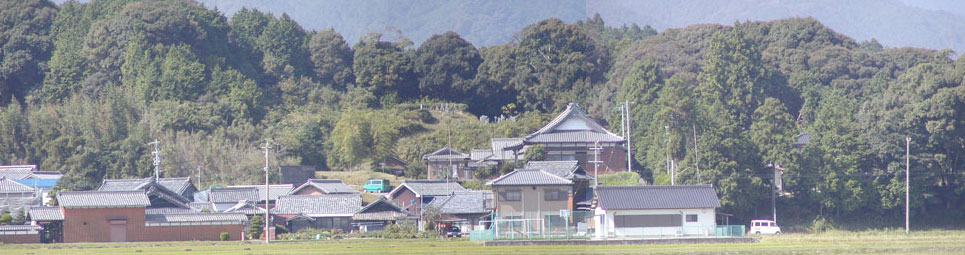
寺院全景

正運寺（しょううんじ）は、三重県津市にある真宗高田派の寺院である。山号を前田山と称する。

## 歴史
慶長17年（1612年）、開山慶寿和尚により創建される。当時、まだ本堂と呼ばれる建物は存在せず草庵のような建物で宗教活動を行っていた。寛延元年（1748年）、4世聖海和尚により正式な本堂が建立された。

平成12年（2000年）清泰和尚により本堂建替えが行われる。

## 年中行事
- 1月：修正会
- 3月：春の彼岸会
- 4月：春季永代経
- 8月：棚経、歓喜会
- 9月：秋季彼岸会
- 10月：秋季永代経
- 11月：報恩講

## 過去帳
| 歴代 | 氏名 | 没日     | 西暦 | 享年 | 出来事など                            |
| ---- | ---- | -------- | ---- | ---- | ------------------------------------- |
|      |      |          |      |      | 1603年、江戸幕府成立                  |
| 開山 |      |          |      |      | 1612年、正運寺開山                    |
|      |      |          |      |      | 1633年、鎖国                          |
| 初代 | 慶寿 | 寛文2年  | 1662 | 不明 | 1660年、檀家制度はじまる              |
| 2代  | 智教 | 正徳3年  | 1713 | 不明 | 1701年、松の廊下事件勃発              |
| 3代  | 閑禎 | 享保14年 | 1729 | 不明 |                                       |
| 4代  | 大徳 | 寛保元年 | 1741 | 不明 |                                       |
| 5代  | 聖海 | 天明5年  | 1785 | 75歳 | 1748年、本堂建立される                |
| 6代  | 濁天 | 寛政3年  | 1791 | 35歳 |                                       |
| 7代  | 法城 | 文政4年  | 1821 | 59歳 |                                       |
| 8代  | 一空 | 天保4年  | 1833 | 不明 |                                       |
| 9代  | 聞秀 | 万延元年 | 1860 | 不明 | 1853年、ペリー来航 1854年、鎖国解除   |
| 10代 | 徹玄 | 明治7年  | 1874 | 不明 | 1867年、大政奉還 1873年、檀家制度廃止 |
| 11代 | 清泰 | 明治10年 | 1877 | 30歳 |                                       |
| 12代 | 泰玄 | 昭和11年 | 1936 | 79歳 |                                       |
| 13代 | 泰道 | 昭和47年 | 1972 | 78歳 |                                       |
| 14代 | 清泰 | 平成29年 | 2017 | 94歳 | 2000年、本堂再建される                |
| 15代 | 孝順 | 現住職   |      |      | 境内および周辺土地整地される          |

## 所在地
- 三重県津市安濃町中川267

## 交通アクセス
- 三重交通バス「東観」停留所下車、徒歩で約10分。